# Upkar Singh Kapoor
Upkar Singh Kapoor (ur. 12 września 1937 w Mbale) – ugandyjski hokeista na trawie pochodzenia hinduskiego. Występował najczęściej na pozycji napastnika i obrońcy. Był uczestnikiem Letnich Igrzysk Olimpijskich 1972.

## Życiorys
Urodził się w Ugandzie. Uczęszczał do lokalnych szkół w Mbale (najpierw do North Road Primary School, a potem do Jenios Secondary School). Ukończył później Shimony Teacher Training College (Kampala) – szkołę nauczycielską. 
Najpierw występował w ugandyjskim klubie Sikh Union Kampala, w którym był przeważnie kapitanem. Później, występował w Northumberland County Hockey Club.
Wielokrotnie reprezentował swój kraj na arenie międzynarodowej, rozegrał dla niego łącznie 42 spotkania. W kadrze zadebiutował w sierpniu 1960 roku w meczu przeciwko reprezentacji Pakistanu; ostatnie spotkanie dla drużyny narodowej rozegrał natomiast w 1972 roku podczas igrzysk olimpijskich. Występował z drużyną na mistrzostwach Afryki Wschodniej w latach: 1961 (Zanzibar), 1964 (Tanzania), 1966 (Nairobi); złoto zdobył jedynie w tym ostatnim. W 1966 roku wystąpił także w międzynarodowym turnieju w Egipcie, a w 1971, grał na mistrzostwach Afryki w Zambii. W przeciągu całej kariery, występował w spotkaniach z drużynami z całego świata (m.in. z Pakistanem, Malezją, Australią, Polską, Argentyną i Francją). 
Na igrzyskach w Monachium, Singh Kapoor reprezentował swój kraj w ośmiu spotkaniach; były to mecze przeciwko ekipom: Meksyku (4-1 dla Ugandy), Malezji, Francji, Pakistanu (we wszystkich trzech, Uganda przegrała 1-3), Argentyny (0-0), RFN (1-1), Belgii (2-0) i Hiszpanii (2-2). Na tych samych igrzyskach wystąpił jego brat Jagdish Singh Kapoor.
W 1988 roku wziął udział w Pucharze Świata Weteranów, który był rozgrywany w angielskiej miejscowości Tulshill. 
Za swoich hokejowych idoli uważał Balbira Singha i Randhira Singha Gentle. Z zawodu jest nauczycielem i urzędnikiem państwowym. Osiadł w Wielkiej Brytanii.